# 同心護港
同心護港是香港的親建制派組織，該組織宣稱要在香港發揚「愛國愛家」的精神，向香港市民傳達要支持香港特區政府施政，要背靠祖國發展香港才有前途的訊息。同心護港多次發起反佔中集會，聲言要對佔中發起人的罪責追究到底，同時反對分裂國家的港獨活動，以及在校園出現的冷血言論，要求香港政府對顛覆國家行為嚴正執法，並要求香港政府盡快就基本法第23條進行立法，加強對顛覆國家政權的活動進行管制。

## 遊行及集會活動
在香港發生佔中期間，多次發起反佔中的集會活動，佔中結束後，多次舉行集會要求香港政府嚴懲佔中發起人。
2017年4月，立法會議員鄭松泰因為被控侮辱中國國旗及香港區旗到東區裁判法院應訊，同心護港到法院大樓門外舉行集會，要求法院重判及罷免鄭松泰的議員資格。
在2017年7月1日的香港回歸紀念日，發起從銅鑼灣遊行到灣仔的遊行，沿途播放「歌唱祖國」，向途人派發中華人民共和國國旗，並舉行集會要求特區政府盡快為基本法23條進行本地立法。
香港在2017年7月有網上留言聲稱要炸毀大公報及文匯報，同心護港在灣仔地鐵站發起遊行，到選舉事務處請願，要求阻止有港獨傾向的人士參選立法會。
2017年7月14日，在香港高等法院集會支持法官判決劉小麗、姚松炎、羅冠聰、梁國雄宣誓無效，全部取消議員資格，令社會回歸安寧。
為要求香港律政司打擊港獨活動，於2017年9月在香港高等法院外舉行集會。
2017年9月，香港教育大學的民主牆張貼有恭喜教育局副局長蔡若蓮兒子身亡的奚樂標語，同心護港等多個團體到教育大學的大埔校舍集會抗議香港教育大學涼薄大字報事件，敦促香港教大徹查事件及道歉。
2019年8月13日下午3時，「同心護港」在香港尖沙咀海畔的旗杆旁舉行小範圍抗議活動，以抗議反對逃犯條例修訂運動的示威者曾在該位置侮辱國旗等行為。遊行期間，示威者手持中華人民共和國國旗和香港特區區旗，身穿印有守護香港、支持香港警察的T恤，唱中華人民共和國的國歌及《歌唱祖國》等愛國歌曲，同時，派發小國旗給路過的市民及遊客。
2019年11月1日下午，「同心護港」近30人到灣仔警察總部，示威者手持中華人民共和國國旗及撐警標語，並喊警隊加油。召集人曹達明表示，近5個月來反對逃犯條例修訂運動的示威者一直無法無天四處破壞，嚴重危害市民的人身及財產安全，有幸香港警察夜以繼日地堅守崗位，以專業克制的態度，嚴正執法，為止暴制亂作出巨大貢獻。同時，批評「警察拉人，法官放人」的做法，並以近期毀壞國旗事件以例，認為法官判刑過輕，會讓反對逃犯條例修訂運動的示威者誤以為搞事會被「放生」，這等如變相鼓勵犯罪，冀法官能夠作出合適的公正審訊，以維護香港的法治精神。
2019年12月3日，「同心護港」一行80人由中環遮打花園遊行至美國駐港總領事館及遞交抗議信，以不滿美國將《香港人權與民主法案》簽署成法。遊行期間，示威者手持中華人民共和國國旗和香港特區區旗及喊「打倒特朗普，美國霸權，滾出香港」的口號，並為一旁的香港警察加油打氣。其後，他們焚燒美國總統頭像和《香港人權與民主法案》。召集人曹達明表示，外國勢力自香港回歸後，一直干預香港事務。